# ماتابيديا (كيبك)
ماتابيديا (بالإنجليزية: Matapédia, Quebec)‏ هي بلدية محلية في كيبيك تقع في كندا في Avignon Regional County Municipality. يقدر عدد سكانها بـ 664 نسمة ومساحتها 72.10 كم2 .